# Вікно спальні
«Вікно спальні» (англ. The Bedroom Window) — американський кримінальний трилер 1987 року режисера Кертіса Гансона на основі новели «Свідки» (англ. The Witnesses) Енн Голден.

## Короткий сюжет
Молодий працівник Террі Ламберт починає роман із дружиною свого боса Сильвією, яка під час побачення на квартирі Террі з вікна його спальні стає свідком нападу злочинця на молоду жінку. Потім, коли ЗМІ повідомляють про вбивство молодої жінки біля будинку Террі тієї ночі, він вважає, що поліція повинна знати про те, що бачила Сильвія. Але його благородний порив переростає в кошмар після того, як він, щоб не псувати репутацію Сильвії, бреше поліції, що це він був у вікні спальні.

## У ролях
- Стів Гуттенберг — Террі Ламберт
- Елізабет Макговерн — Деніз
- Ізабель Юппер — Сильвія
- Бред Грінквіст  — Гендерсон
- Воллес Шон — адвокат Гендерсона
- Пол Шенар — Колін
- Карл Ламблі — Квірк